# Isthmura bellii
Espèce
Synonymes
- Spelerpes bellii Gray, 1850
- Pseudoeurycea bellii (Gray, 1850)

Statut de conservation UICN

 VU A2ace : Vulnérable
Isthmura bellii  est une espèce d'urodèles de la famille des Plethodontidae.

## Répartition
Cette espèce est endémique du Mexique. Elle se rencontre de 750 à 3 300 m d'altitude :
- dans le sud du Tamaulipas ;
- dans l'ouest du Chihuahua et dans l'est du Sonora ;
- au Nayarit, au Jalisco, au Michoacán, au Colima, au Guanajuato, au Querétaro, au Hidalgo, au Mexico, au Morelos, au Puebla et au Tlaxcala ;
- dans l'ouest du Guerrero.

## Étymologie
Cette espèce est nommée en l'honneur de Thomas Bell.

## Publication originale
- Gray, 1850 : Catalogue of the Specimens of Amphibia in the Collection of the British Museum. Part II. Batrachia Gradientia (texte intégral).